# Marie Brämer-Skowronek
Marie Brämer-Skowronek (* 9. Dezember 1990 in Wolmirstedt) ist eine ehemalige deutsche para-leichtathletische Kugelstoßerin und Speerwerferin. Sie nahm an den Sommer-Paralympics 2012 und 2020 teil.

## Leben
Brämer-Skowronek war schon als Kind in der Leichtathletik aktiv. Nachdem sie ursprünglich als Diskuswerferin aktiv gewesen war, wechselte sie später zum Speerwurf und vor allem zum Kugelstoßen. Aufgrund einer angeborenen spastischen Diplegie (Querschnittlähmung) startet sie in der Startklasse T34. Sie tritt für den SC Magdeburg an. Brämer-Skowronek absolvierte eine Ausbildung zur staatlich anerkannten Erzieherin und ist in einer Kindertagesstätte in der Magdeburger Altstadt tätig.
Bei den Europameisterschaften 2012 erreichte sie eine Bronzemedaille im Speerwurf und einen sechsten Platz im Kugelstoßen. Die Paralympischen Spiele 2012 schloss mit einer Silbermedaille im Speerwurf und einem zehnten Platz im Kugelstoßen ab. 2013 konnte sie bei den Weltmeisterschaften Bronze im Speerwurf erkämpfen. Die Europameisterschaften 2014 endeten für sie mit einem fünften Platz im Speerwurf.
Zu den Europameisterschaften trat sie dann erst 2018 wieder an, bei denen sie Silber im Kugelstoßen und einen vierten Platz im Speerwurf holte. Es folgte ein fünfter Platz im Kugelstoßen bei den Weltmeisterschaften 2019. Die Sommer-Paralympics 2020 im Jahr 2021 in Tokyo schloss sie mit einem vierten Platz im Kugelstoßen ab.
Trainerin war Theresa Wagner. 2021 gab Brämer-Skowronek das Ende ihrer Karriere im Leistungssport bekannt.

## Auszeichnungen
2012 wurde Marie Brämer-Skowronek vom Bundespräsidenten für den Gewinn einer Silbermedaille mit dem Silbernen Lorbeerblatt ausgezeichnet.
Für den Gewinn der Silbermedaille bei den Weltmeisterschaften 2018 und der Teilnahme an den Paralympischen Spielen 2020 durfte sie sich in das Goldene Buch der Stadt Magdeburg eintragen.